# زنگ تفریح تموم شد (میکس‌تیپ)
زنگ تفریح تموم شد (به انگلیسی: Playtime Is Over) نخستین آلبوم میکس‌تیپ از خواننده رپ اهل ترینیداد و توباگو و آمریکا نیکی میناژ است. این آلبوم در ۵ ژوئیه ۲۰۰۷ از طریق دیرتی مانی رکوردز منتشر شد.